# St. Louis Soccer Club
Il St. Louis Soccer Club è stato un club calcistico statunitense con sede a Saint Louis, Missouri.

## Storia
Il club fu fondato da Dennis Long con il supporto del birrificio Anheuser-Busch agli inizi negli anni '70 come Busch Gardens Soccer Club: il sodalizio era specializzato nella formazione di giovani calciatori, riuscendo anche ad aggiudicarsi numerosi tornei giovanili maschili e femminili. All'inizio degli anni '80 il club accorciò il nome in Busch Soccer Club. Nel 1988 la sezione Seniors vinse la U.S. Open Cup, battendo in finale i Greek-American A.C. per 2-1 dopo i tempi supplementari. La formazione vincitrice del torneo, allenata da Joe Olwig, era composta da Jeff Robben in porta, Tom Unger, Mike Twellman, Tim Loughman, Joe Koenig e Joe Filla in difesa, Greg Makowski, Pat Olwig, John Johnson a centrocampo, John Hayes, Gary Amlong e Dan Walters in attacco. La rosa includeva Dan Muesenfecter, Bill McKeon, Tom Groark, Steve Ladi e Mike Goforth. L'anno seguente partecipa alla CONCACAF Champions' Cup, venendo eliminato al primo turno dai futuri campioni continentali del Pumas UNAM.
Nel 2004 il club assume il nome di St. Louis Soccer Club per meglio rappresentare la comunità cittadina di Saint Louis. Nel 2007 si fonde con il Scott Gallagher Soccer Club ed al Metro United Soccer Club per formare il St. Louis Scott Gallagher Soccer Club.

## Palmarès

### Competizioni nazionali
- U.S. Open Cup: 1

1988

### Altri piazzamenti
- U.S. Open Cup:

Semifinalista: 1987